# Vouziers
Vouziers es una comuna nueva francesa situada en el departamento de Ardenas, de la región de Gran Este.

## Historia
Fue creada el 1 de junio de 2016, en aplicación de una resolución del prefecto de Ardenas de 9 de mayo de 2016 con la unión de las comunas de Terron-sur-Aisne, Vouziers y Vrizy, pasando a estar el ayuntamiento en la antigua comuna de Vouziers.

## Demografía
| Gráfica de evolución demográfica de Vouziers entre 1800 y 2013 |
|                                                                |

Los datos entre 1800 y 2013 son el resultado de sumar los parciales de las tres comunas que forman la nueva comuna de Vouziers, cuyos datos se han cogido de 1800 a 1999, para las comunas de Terron-sur-Aisne, Vouziers y Vrizy de la página francesa EHESS/Cassini. Los demás datos se han cogido de la página del INSEE.

## Composición
| Comuna delegada  | Código INSEE | Población (2013) | Superficie (km²) | Densidad (hab./km²) |
| ---------------- | ------------ | ---------------- | ---------------- | ------------------- |
| Terron-sur-Aisne | 08443        | 108              | 6.5              | 17                  |
| Vouziers         | 08490        | 4456             | 27.8             | 160                 |
| Vrizy            | 08493        | 329              | 8.18             | 40                  |